# Sen Jang
Sen Jang (Shen Yang (沈陽, Sen Jang), a nemzetközi szakirodalomban Shen Yang) (Nanking (Nanjing), 1989. január 23. –) kínai női sakkozó, nemzetközi mester (IM), női nagymester (WGM), csapatban sakkolimpiai bajnok és kétszeres világbajnok, Kína női sakkbajnoka (2009), U12 korosztályos ifjúsági sakkvilágbajnok (2001), U20 junior sakkvilágbajnok (2006).

## Sakkpályafutása

### Ifjúsági versenyeredményei
2001-ben Drónavalli Hárika előtt megnyerte az U12 korosztályos ifjúsági sakkvilágbajnokságot. 2002-ben az U14 világbajnokságon holtversenyben az 5−10., végeredményben a 7. helyen végzett. 2006-ban, 17 éves korában, az U20 korosztályos junior sakkvilágbajnokságon Hou Ji-fannal holtversenyben az első helyen végezve aranyérmet szerzett.

### Kiemelkedő felnőtt versenyeredményei
2003-ban, 14 éves korában, Ázsia felnőtt női bajnokságán a győztes Drónavalli Hárika mögött Kónéru Hanpival és Nguyen Thi Thanh Annal holtversenyben a 2−4. helyen végzett. 2005-ben a Pekingben rendezett világbajnoki 3.3-as zóna versenyén holtversenyben a 2−4. helyen végzett, és eredményével jogot szerzett a 2006-os női sakkvilágbajnokságon való indulásra. 2009-ben a világbajnokság ázsiai 3.5 zónaversenyén Zsuan Lu-fejjel holtversenyben az 1−2. helyet szerezte meg.
2009-ben megnyerte Kína női bajnokságát. 2011-ben az első kínai női nagymesterversenyen Hou Ji-fan mögött holtversenyben  Csü Ven-csünnel a 2−3. helyen végzett. Kína 2013. és 2014. évi évi női bajnokságán egyaránt holtversenyben a 2−3. helyet szerezte meg.
2014-ben a 3. erfurti női nagymesterversenyen a 3−5. helyen végzett. 2015-ben Kína női bajnokságán ezüstérmet szerzett. Ugyanezen év júniusában az 5. kínai női nagymesterversenyen holtversenyes 3−6. helyezett.

### Eredményei a világbajnokságokon
A 2006-os női sakkvilágbajnokságon, 17 évesen indulhatott először a felnőtt világbajnoki címért, ahol az első körben az ukrán Natalija Zsukova ütötte el rájátszás után a továbbjutástól.
A 2008-as kieséses rendszerű sakkvilágbajnokságon a második körben Csao Hszüe, a harmadik körben Nagyezsda Koszinceva ellen győzött, a negyeddöntőben Kónéru Hanpi ellen szenvedett vereséget, és esett ki a további küzdelmekből.
A 2010-es sakkvilágbajnokságon már az első kört követően búcsúzni kényszerült, miután kikapott az orosz Jevgenyija Ovodtól.
A 2011-es női sakkvilágbajnoki ciklusban a FIDE Women's Grand Prix 2009–11 versenysorozatán szabadkártyával indulhatott. 2009. márciusban Isztambulban a 10−11., októberben Nankingban a 7., 2010. júliusban Jermukban a 7−8., augusztusban Ulánbátorban a 8−9. helyen végzett, az összesített pontszáma alapján a 14. helyet szerezte meg.
A 2012-es sakkvilágbajnokságon az első körben a kínai Huang Csien ütötte el a továbbjutástól.
A 2015-ös női sakkvilágbajnokságra az ázsiai 3.5 zónában elért eredménye alapján szerzett kvalifikációt. Ezúttal a 2. körig jutott, ahol az exvilágbajnok orosz Alekszandra Kosztyenyuktól szenvedett vereséget.
A 2017-es női sakkvilágbajnokságra Élő-pontszáma alapján szerzett kvalifikációt, és a harmadik körben esett ki, ahol a grúz Nana Dzagnidze ütötte el a továbbjutástól.

## Eredményei csapatban
Tagja volt Kína női sakkválogatottjának a 2006-os sakkolimpián, ahol a csapat bronzérmet szerzett. A 2008-as sakkolimpián egyéni eredménye a mezőnyben az ötödik legjobb volt. A 2018-as sakkolimpián a kínai válogatott tagjaként csapatban aranyérmet szerzett.
A nemzeti sakkcsapatok világbajnokságán szerepelt a 2007-ben és 2009-ben első, 2013-ban második, 2015-ben harmadik helyezést elért Kína válogatott csapatában. Egyéni eredményével 2007-ben ezüst-, 2015-ben bronzérmet szerzett. 2005-ben a kínai női válogatott a férfi sakkcsapat-világbajnokságon is elindulhatott, és a 8. helyen végzett.
2008-ban, 2012-ben és 2014-ben tagja volt az Ázsia-bajnokságot nyert kínai válogatottnak, és ezeken a tornákon egyéniben két arany- és egy ezüstérmet szerzett a tábláján elért eredményei alapján.
A sakkcsapatok Európa-kupájában 2015-ben az SS Gambit Skopje csapatával ezüstérmes lett, egyéni teljesítménye tábláján a legjobb volt a mezőnyben.
A kínai sakkligában 2005 óta a Jiangsu City csapatában játszik, és 2015-ig egy arany- és egy ezüstérmet szereztek.